# Algéria a 2011-es úszó-világbajnokságon
Algéria a 2011-es úszó-világbajnokságon két versenyzővel vett részt.

## Úszás
Férfi
| Versenyző    | Esemény                      | Selejtező | Selejtező | Elődöntő          | Elődöntő          | Döntő             | Döntő             |
| Versenyző    | Esemény                      | Idő       | Helyezés  | Idő               | Helyezés          | Idő               | Helyezés          |
| ------------ | ---------------------------- | --------- | --------- | ----------------- | ----------------- | ----------------- | ----------------- |
| Nabil Kebbab | Férfi 50 méteres gyorsúszás  | DNS       | DNS       | Nem indult        | Nem indult        | Nem indult        | Nem indult        |
| Nabil Kebbab | Férfi 100 méteres gyorsúszás | 49.85     | 33        | Nem jutott tovább | Nem jutott tovább | Nem jutott tovább | Nem jutott tovább |
| Nabil Kebbab | Férfi 50 méteres mellúszás   | 28.25     | 26        | Nem jutott tovább | Nem jutott tovább | Nem jutott tovább | Nem jutott tovább |
| Nabil Kebbab | Férfi 100 méteres mellúszás  | 1:04.50   | 61        | Nem jutott tovább | Nem jutott tovább | Nem jutott tovább | Nem jutott tovább |
| Szofján Daíd | Férfi 200 méteres mellúszás  | 2:18.32   | 37        | Nem jutott tovább | Nem jutott tovább | Nem jutott tovább | Nem jutott tovább |